# Islands ambassadører i Estland
Islands første ambassadør i Estland var Sigríður Ásdís Snævarr i 1991. Islands nuværende ambassadør i Estland er Elín Flygenring. 

## Liste over ambassadører
| # | Navn                     | Tid               | Slut på mission |
| - | ------------------------ | ----------------- | --------------- |
| 1 | Sigríður Ásdís Snævarr   | 24 september 1991 | 18 april 1996   |
| 2 | Hörður H. Bjarnason      | 18 april 1996     | 8 juni 1999     |
| 3 | Kornelíus Sigmundsson    | 8 juni 1999       | 20 februar 2003 |
| 4 | Jón Baldvin Hannibalsson | 20 februar 2003   | 26 januar 2006  |
| 5 | Hannes Heimisson         | 26 januar 2006    | 19 februar 2010 |
| 6 | Elín Flygenring          | 19 februar 2010   |                 |